# THQ
THQ Inc. fue una empresa distribuidora y desarrolladora de videojuegos que tenía su sede en Calabasas, California. Se fundó en 1989 como Trinity Acquisition Corporation y producía videojuegos para videoconsolas y PC basadas en Windows.
El nombre THQ proviene de Toy Headquarters, época en la que la empresa también fabricaba juguetes. Sin embargo, desde 1994 la empresa empezó a producir videojuegos.
Además de haber sido el dueño intelectual de juegos como Juiced, THQ era también distribuidora de videojuegos basados en empresas dedicadas al entretenimiento como Nickelodeon, Pixar y WWE. También publicó varios títulos de Sega para sistemas portátiles. 
El 19 de diciembre de 2012 se declararon en bancarrota, el CEO de THQ, Brian Farrell, declaró lo siguiente "La venta y la presentación son necesarios, son los siguientes pasos para completar la transformación de THQ y la posición de la empresa para el futuro, ya que seguimos confiando en nuestra cartelera existente de juegos, la fuerza de nuestros estudios y un banco profundo de THQ de talento".
El 23 de enero de 2013, la empresa cerró y sus estudios se vendieron a Koch Media, Ubisoft, Take Two, Sega y 2K Games.

## Subsidiarias

### Estudios
- Blue Tongue de Melbourne, Australia, fundada en 1995, adquirida en noviembre de 2004.
- Relic Entertainment de Vancouver, adquirida en mayo de 2004. Actualmente ha sido adquirida por Sega
- THQ Digital Phoenix de Arizona, fundada como Rainbow Studios en 1996, adquirida en 2001.
- THQ Studio Australia en Brisbane, iniciada en enero de 2003.
- THQ Studio San Diego en San Diego (California), adquirida de Midway Games en agosto de 2009.
- Vigil Games en Austin, fundada en 2005, adquirida en 2006.
- Volition en Champaign (Illinois), fundada en noviembre de 1996, adquirida en septiembre de 2000. Ha sido adquirida por Koch Media/Deep Silver
- THQ Studio Montreal en Montreal, fundada en octubre de 2010. Actualmente está al cargo de Ubisoft.
- Azteca Interactive en Ajusco fundada en agosto de 2012. Ahora está sacando la bancarrota
- NewKidCo en Burlington fundada en 1997, adquirida en septiembre de 2005.
- Kiddix en Berlín fundada en 1995.

### Divisiones
- External Development Group (XDG) fundada en 2006.
- Play THQ fundada en 2007.
- Slingdot
- THQ Wireless
- ValuSoft fundada en 1997, adquirida en 2002.

## Videojuegos
- Categoría:Videojuegos de THQ